# Acacia juniperina
Acacia juniperina é uma espécie de leguminosa do gênero Acacia, pertencente à família Fabaceae.